# Alicante (tartomány)
Alicante tartomány (katalánul: Província d'Alacant, spanyolul: Provincia de Alicante) egy tartomány Spanyolországban, Valencia autonóm közösségben.

## Népesség
| 2021 | 1 881 762 |
| 2024 | 1 991 259 |

## Képgaléria

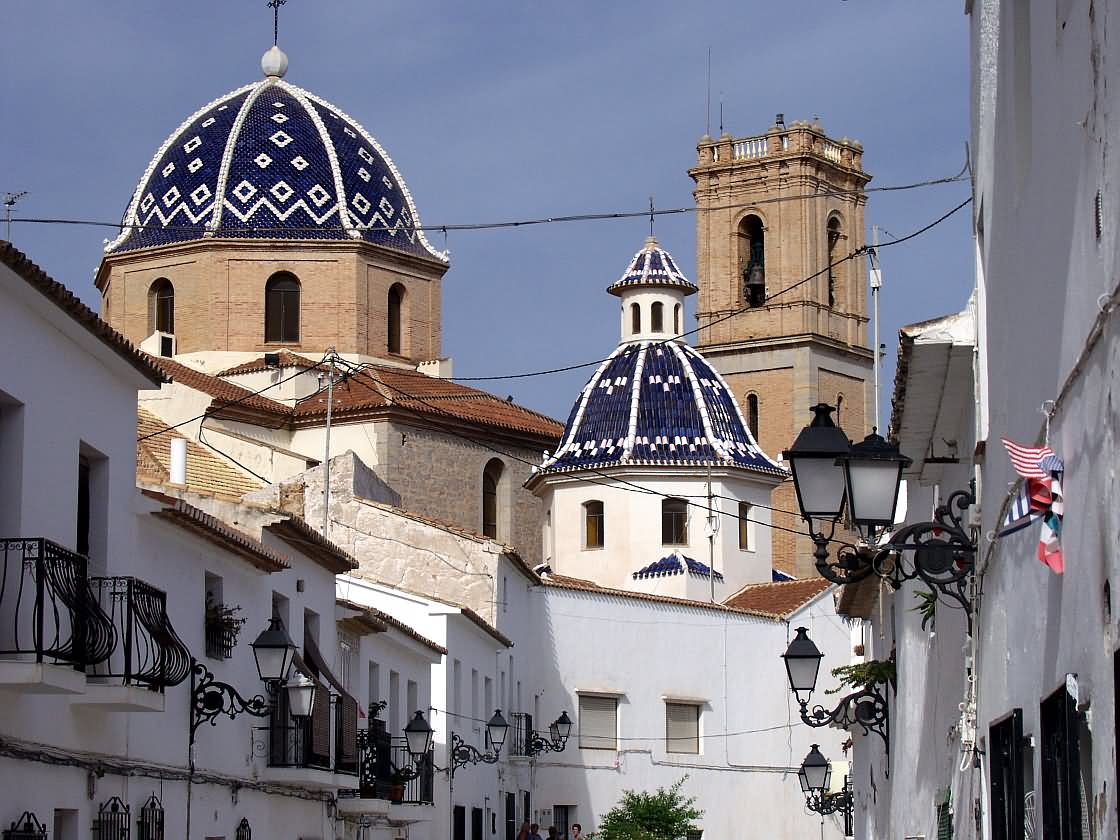
Altea
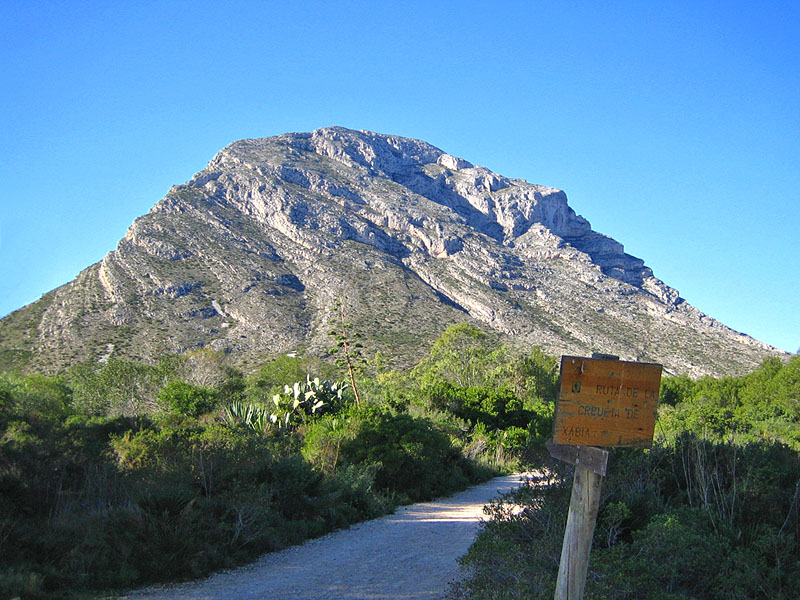
A Montgó
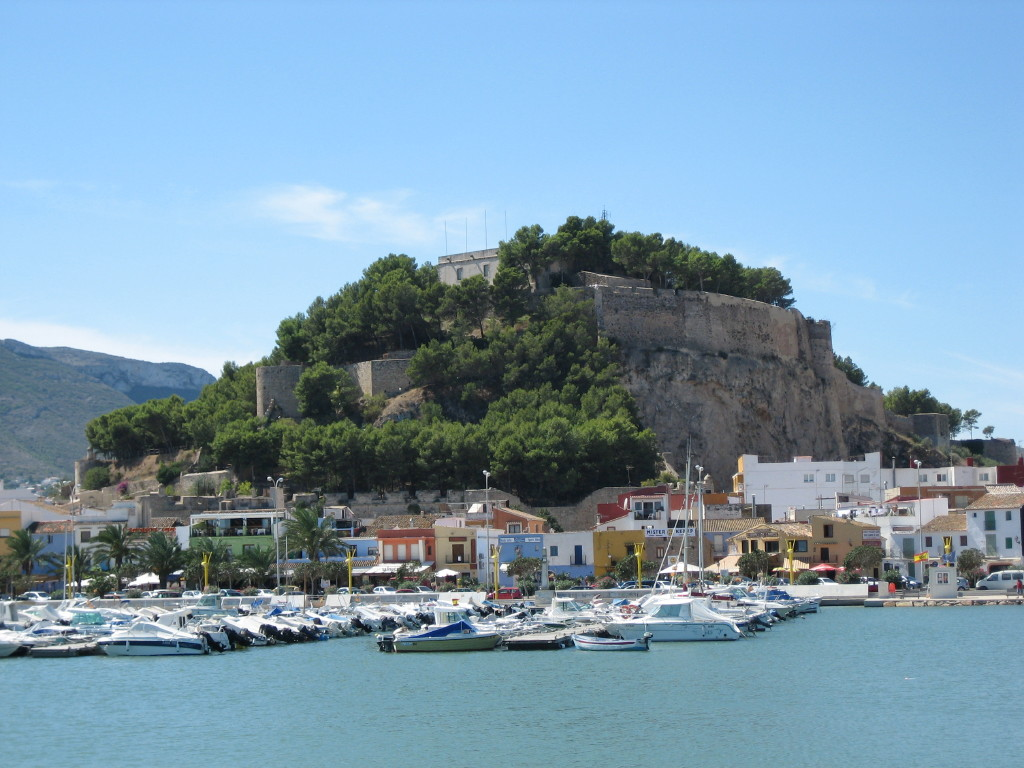
A vár Deniában
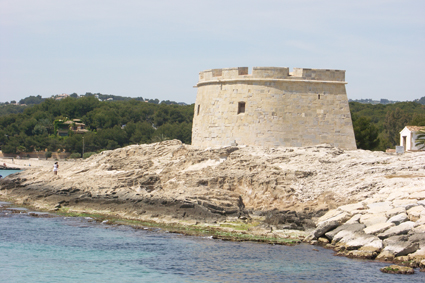
Moraira
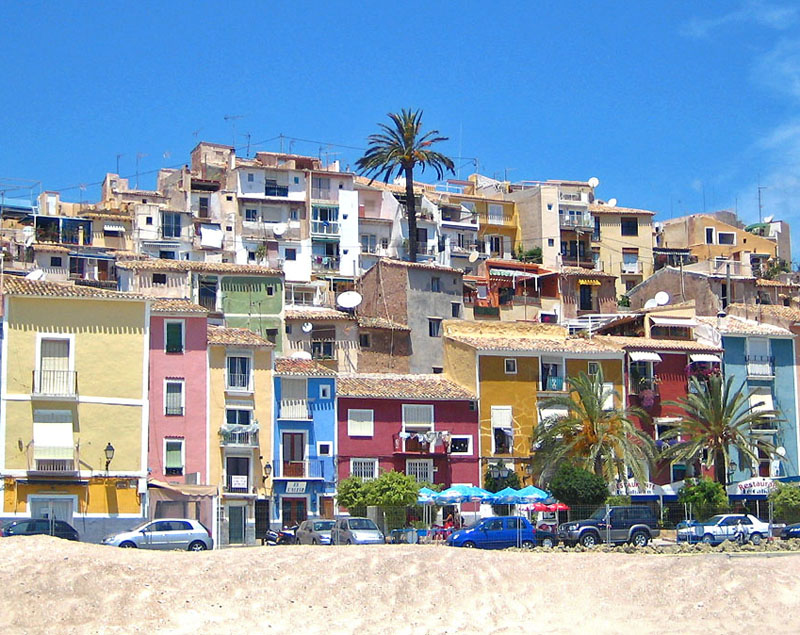
Vilajoyosa
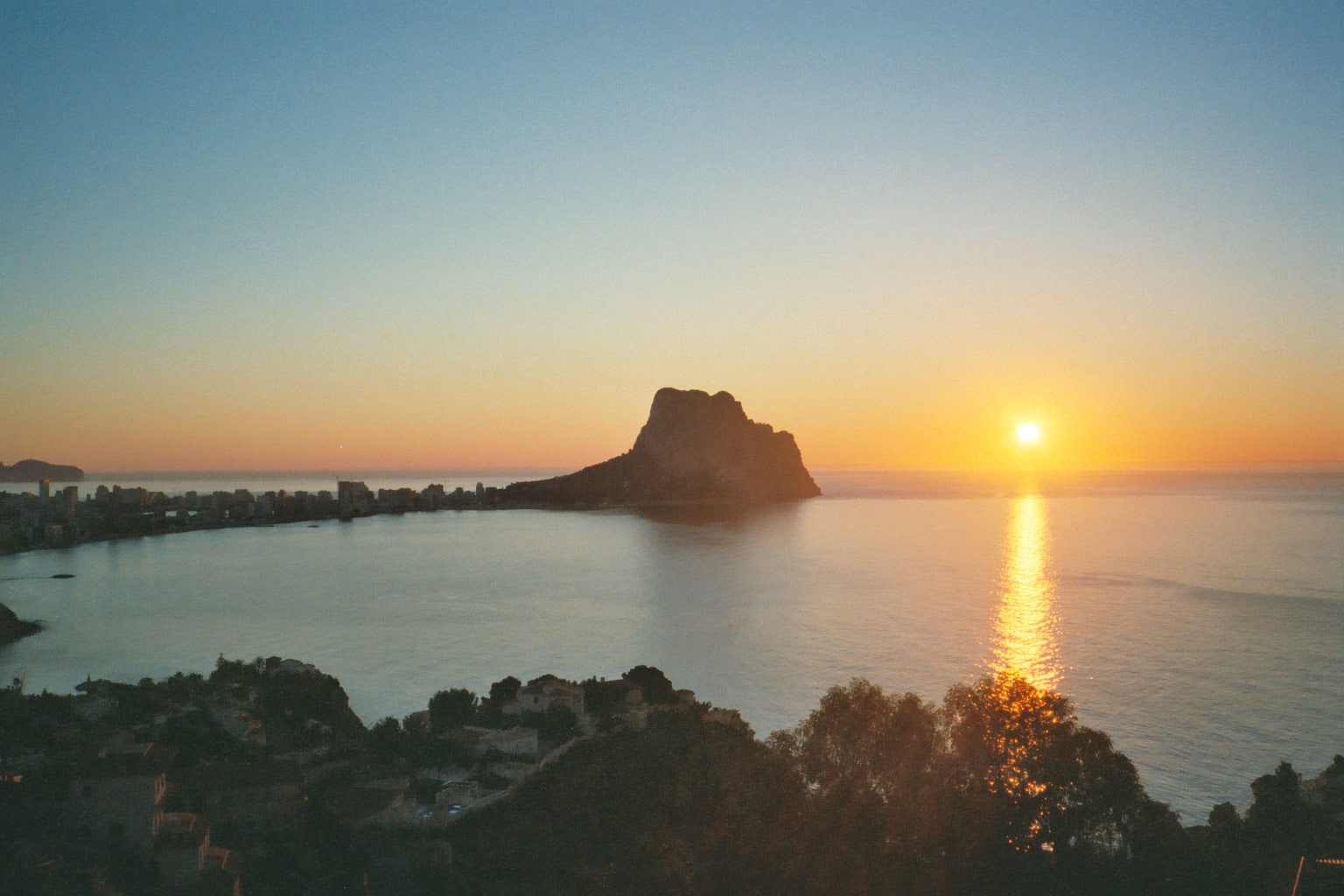
Penon d'Ifach
Elchei pálmakert
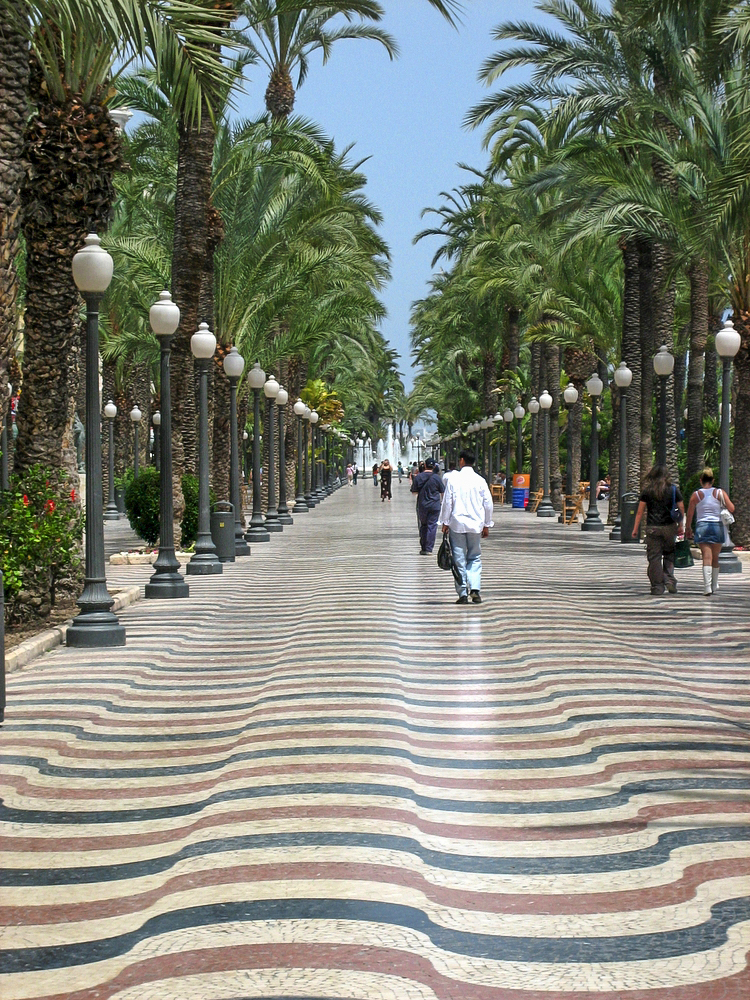
Alicante, Esplanada de España
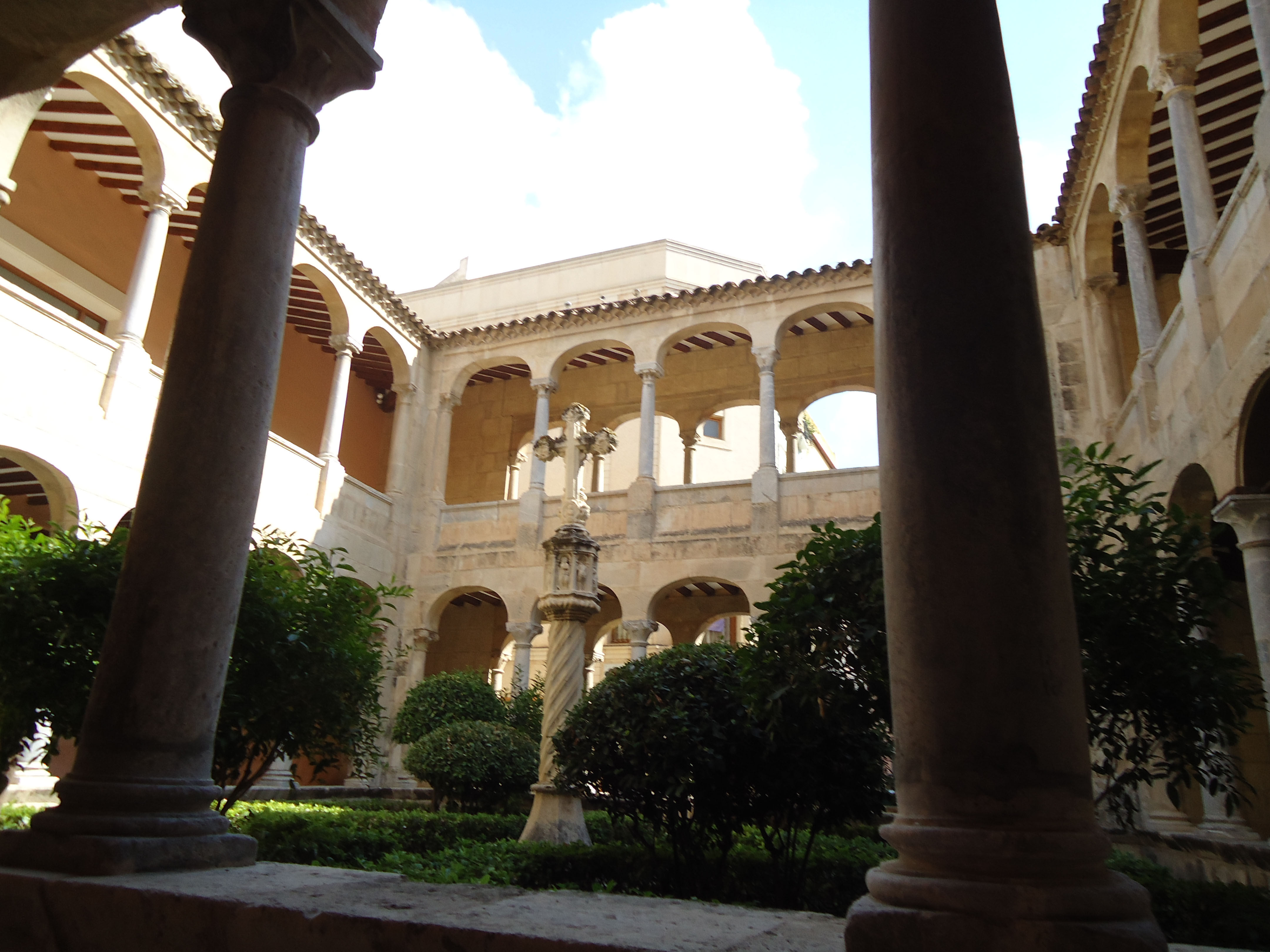
Orihuela
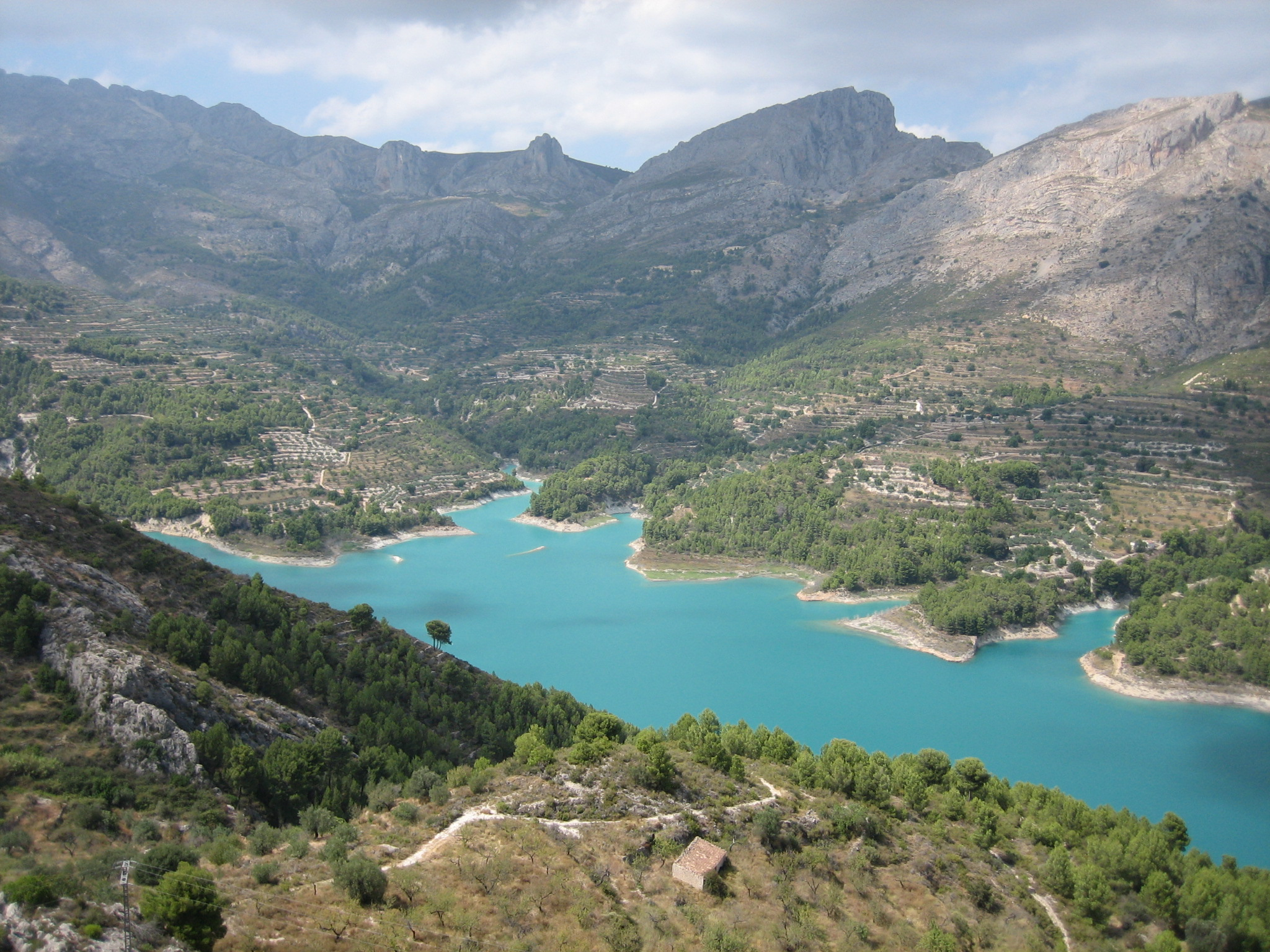
Guadalest
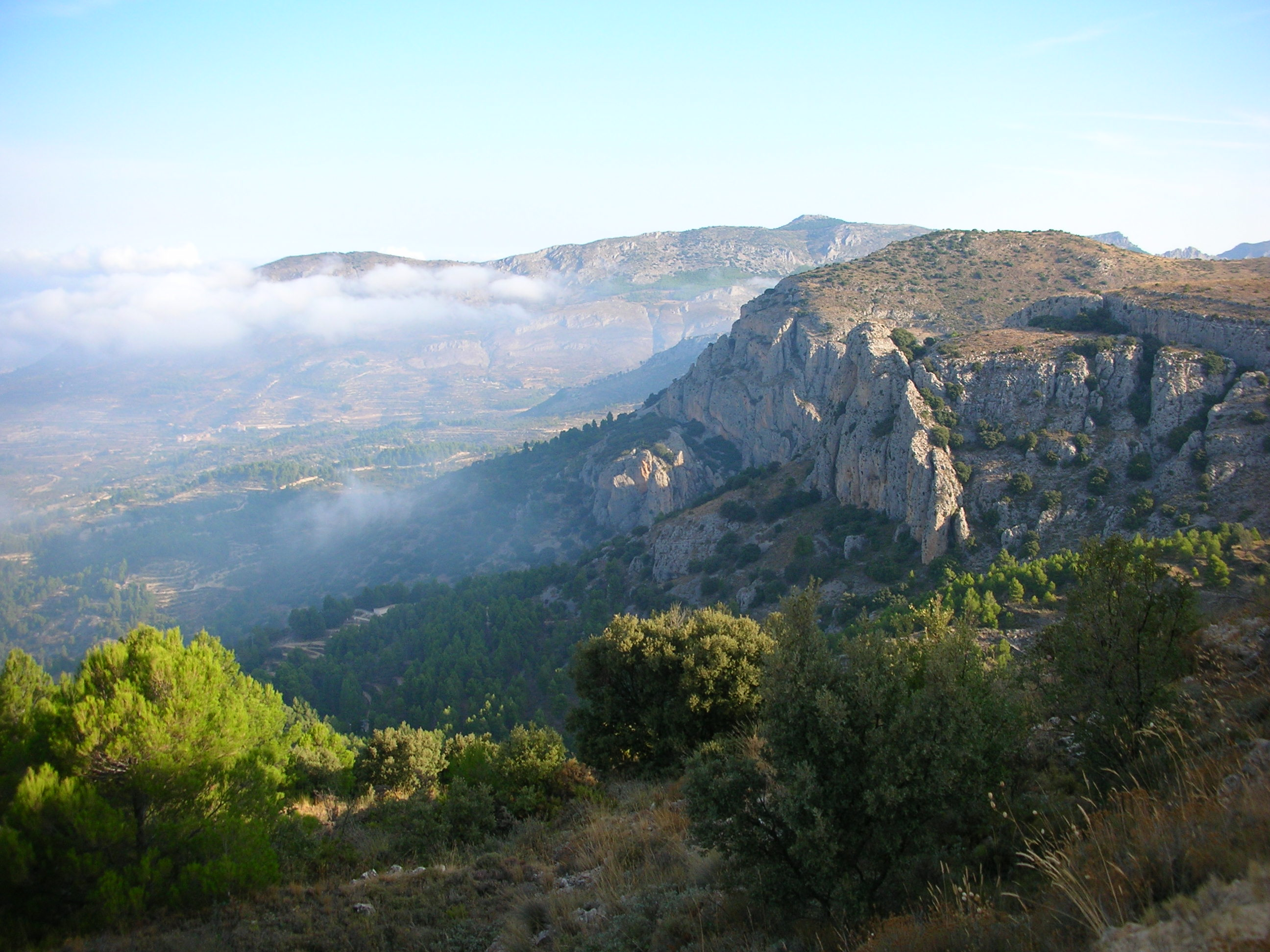
Aitana
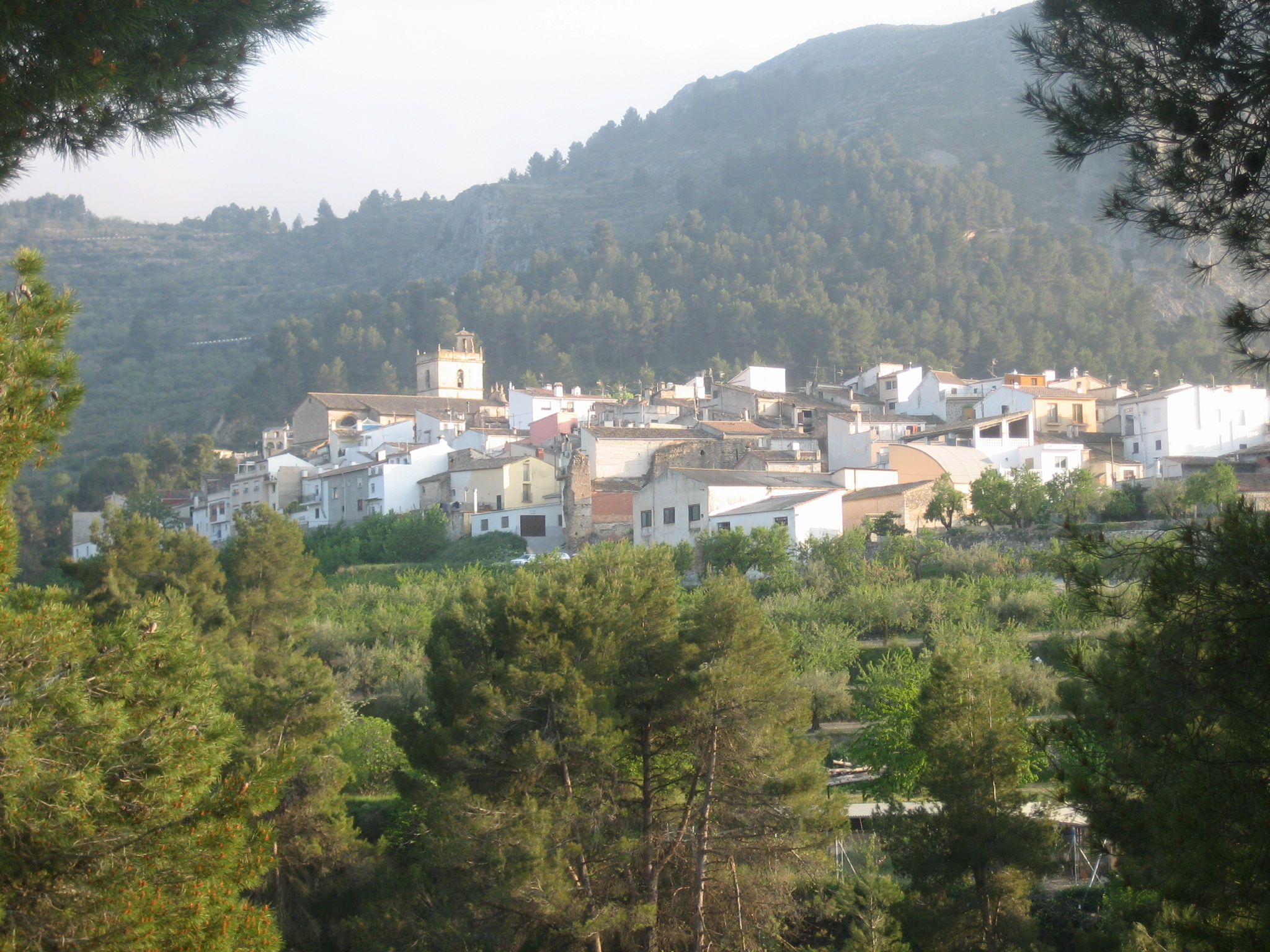
Penáguila
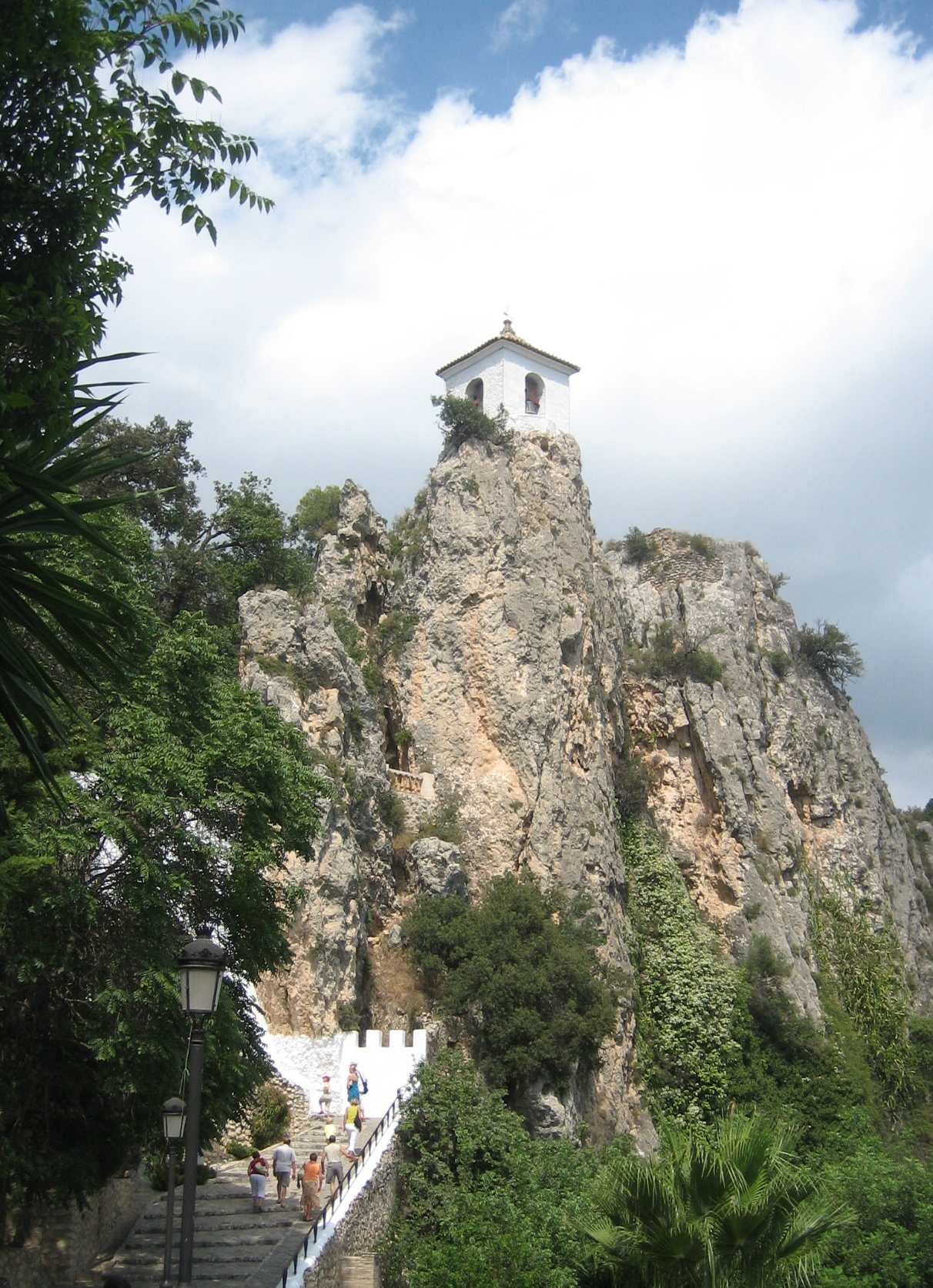
Guadalest
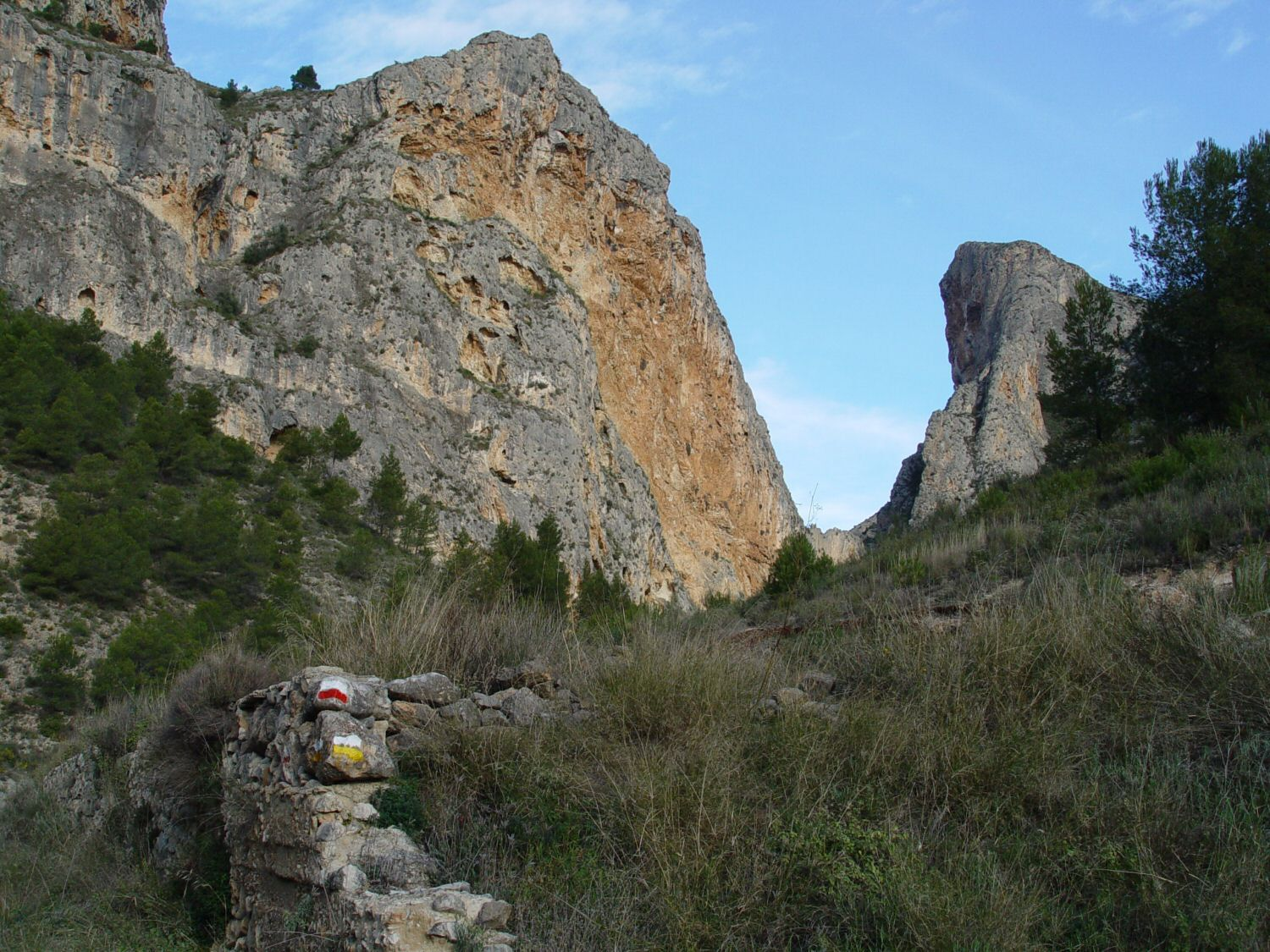
Alcoy